# Listas de GfK Entertainment

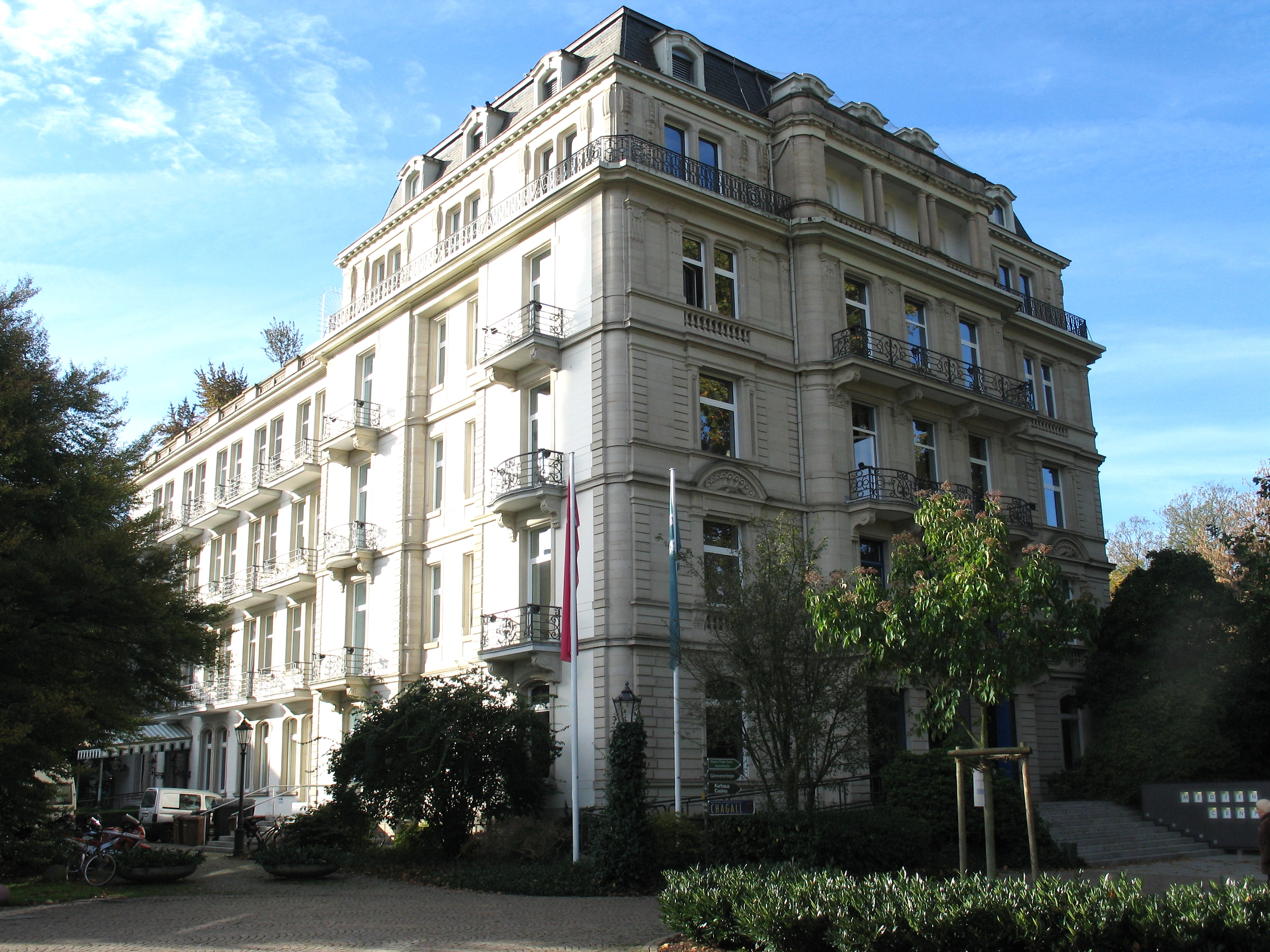
Empresa conjunta de GfK Entertainment Charts, Ha sido encargada de proveer las listas musicales en Alemania desde septiembre de 1977

Listas de GfK Entertainment es la clasificación musical oficial en Alemania y es recolectada y publicada por la compañía GfK Entertainment (anteriormente conocida como media control GfK International) en nombre de la Bundesverband Musikindustrie (Asociación Federal de la Industria Fonográfica). Hasta 2013, las listas musicales las había presentado la media control GmbH Charts. 
GfK Entertainment Charts publica las listas Top-100 semanales de sencillos y álbumes, la Jazz Top-20 mensual, la Classic Top-20 mensual, la Schlager Longplay Top-20 mensual, la Music-DVD Top-20 semanal y la Dance Top-20 semanal, además de otras listas.

## Historia de la compañía proveedora de las listas
GfK Entertainment —la compañía de la que depende GfK Entertainment Charts— se había formado en 2003 bajo el nombre de media control GfK International como empresa conjunta entre GfK y Media Control. Esta última había sido la encargada de proveer las listas musicales en Alemania desde septiembre de 1977. A media control GfK International se la integró en 2013 al 100% en el grupo GfK, con lo que pasó a ser ella sola la proveedora de las listas musicales en el país. Por orden judicial de marzo de 2014 en demanda de Media Control AG, GfK International tuvo que prescindir del término media control como referencia a su nombre, por lo que pasó a llamarse GfK Entertainment. Tiene su sede en la ciudad alemana de Baden Baden.